# Went the Day Well?
Pour plus de détails, voir Fiche technique et Distribution.
Went the Day Well? est un film britannique réalisé par Alberto Cavalcanti, sorti en 1942.

## Synopsis
Le film débute dans le futur, alors que la Seconde Guerre mondiale est terminée. Pendant le générique de début, la caméra se dirige vers un village en suivant une route, comme s'il s'agissait du point de vue d'un visiteur motorisé. Le spectateur est ainsi amené jusqu'à un villageois (Mervyn Johns), assis dans le cimetière de l'église de Bramley End, une localité fictive d'Angleterre. Le villageois s'adresse à la caméra et conduit le spectateur vers une tombe, où des soldats allemands sont enterrés. Le villageois parle, puis un flash-back raconte pourquoi cette tombe est là...
Pendant la Seconde Guerre mondiale, plusieurs soldats britanniques arrivent à Bramley End. Au début, ils se montrent aimables et reçoivent un bon accueil de la part des villageois. Puis, progressivement, des doutes s'installent au sujet de l'identité réelle et des intentions des visiteurs. Lorsqu'on découvre qu'il s'agit de soldats allemands déguisés composant l'avant-garde d'une invasion allemande de l'Angleterre, les occupants du village sont rassemblés et retenus prisonniers dans l'église locale. Ils tentent de s'échapper et de prévenir la Home Guard du lieu, mais le châtelain du village (Leslie Banks), qui se révèle être en fait un espion allemand, les trahit. Les soldats allemands tendent un traquenard et tuent les 4 membres de la Home Guard. Pour finir, l'un des villageois arrive à prendre la fuite et à alerter l'armée. Les soldats britanniques débarquent et reçoivent le renfort de certains membres du village qui sont également parvenus à s'enfuir et à s'armer. Une bataille s'ensuit, au terme de laquelle les Allemands sont défaits.
On retrouve le villageois du début. Le villageois, en montrant la tombe où reposent les soldats, explique à la caméra que ceci « est le seul pan de sol anglais jamais pris par les Allemands ».

## Fiche technique
- Titre : Went the Day Well?
- Titre original : Went the Day Well?
- Réalisation : Alberto Cavalcanti
- Scénario : John Dighton, Angus MacPhail et Diana Morgan d'après la nouvelle de Graham Greene, The Lieutenant Died Last
- Images : Wilkie Cooper
- Musique : William Walton
- Production : Michael Balcon et S.C. Balcon pour Ealing Studios
- Pays d'origine : Royaume-Uni
- Format : Noir et Blanc
- Genre cinématographique : Thriller, Guerre
- Durée : 92 minutes
- Date de sortie : 7 décembre 1942

## Distribution
- Leslie Banks : Oliver Wilsford, le châtelain
- Elizabeth Allan : Peggy Pryde
- Frank Lawton : Tom Sturry
- Basil Sydney : Kommandant Orlter, alias le major Hammond
- Mervyn Johns : Charles Sims
- Valerie Taylor : Nora Ashton
- Edward Rigby : Bill Purvis
- Marie Lohr : Mrs Fraser
- C.V. France : le pasteur
- David Farrar : le lieutenant Jung, alias le lieutenant Maxwell
- Harry Fowler : George Truscott
- Thora Hird : Ivy Dawking
- Norman Pierce : Jim Sturry
- John Slater : le sergent allemand

## Analyse
Le film vient renforcer l'idée que les civils doivent être vigilants et que careless talk costs lives, que parler sans méfiance peut coûter des vies. Le film est une adaptation très lâche d'une nouvelle de l'écrivain Graham Greene intitulée The Lieutenant Died Last et, avec des films comme Ceux qui servent en mer (In Which We Serve), c'est l'un des exemples souvent cités de la volonté d'insuffler davantage de réalisme dans les films de propagande britanniques. Au moment de sa sortie, la menace d'une invasion s'était quelque peu atténuée, mais la propagande, néanmoins, fut efficace, et la réputation du film a grandi au fil des ans.
Le film opère un changement de ton lors de la narration, au début léger, il change brutalement pour laisser place à une violence plus présente.

## Réception critique
- Au moment de sa sortie, le film fut très mal accueilli par la critique.
- James Agee voyait en ce film : « La beauté sinistre et glaçante d'une prophétie d'Auden devenue réalité. »
- Un commentaire de Charles Drazin sur le film : « Un film terrifiant qui dépeint la violence avec une exactitude rare pour l'époque. Il n'existe rien dans le cinéma britannique qui puisse être comparé à Went the Day Well? Il me semble avoir plus de rapports avec un film comme La Règle du jeu — on y sent la même présence de forces obscures sous un vernis de civilisation... Et le décor principal, un manoir, est presque similaire. »
- En 2005, le film fut cité comme l'un des « 100 meilleurs films de guerre » dans un sondage réalisé par Channel 4 en Grande-Bretagne.

## Autour du film
- Le titre du film :

« Went the day well?

We died and never knew

But, well or ill.

Freedom, we died for you

Went the day well? »
Les paroles exactes sont en fait : « Went the day well ? We died and never knew, But well or ill, England, we died for you. » Il s'agit d'un vers anonyme. L'« original » apparaît dans une coupure de presse — on ignore le titre du journal — faisant partie d'un recueil conservé au musée de la R.A.F. (AC97/127/50) et également dans un livre intitulé Voices of Silence, une anthologie de poèmes de guerre de 14-18 rassemblés par Vivian Noakes. Les poèmes se suivent selon l'ordre chronologique et celui dont il est ici question apparaît sous le titre Verdun, The Battle of the Somme begins (Sutton Publishing, 2006  (ISBN 0-7509-4521-4)).
Celui-ci est le texte de l'épitaphe de John Maxwell Edmonds.
- Ce film donna à Thora Hird son premier rôle significatif.
- L'Aigle s'est envolé (The Eagle Has Landed, 1975), film de John Sturges avec Michael Caine, de même que le livre sur lequel il est fondé, utilise des idées empruntées à Went the Day Well?